# Protea caffra
Protea caffra es un pequeño árbol o arbusto el cual crece en praderas arboladas usualmente en crestas rocosas. Sus hojas son coriáceas y sin vellos. La cabeza floral es solitaria o se encuentra en racimos de 3 o 4 con las brácteas involucrales de un color rojo pálido, rosa o crema. El fruto es una nuez densamente vellosa. La especie es muy variable y tiene varias subespecies.

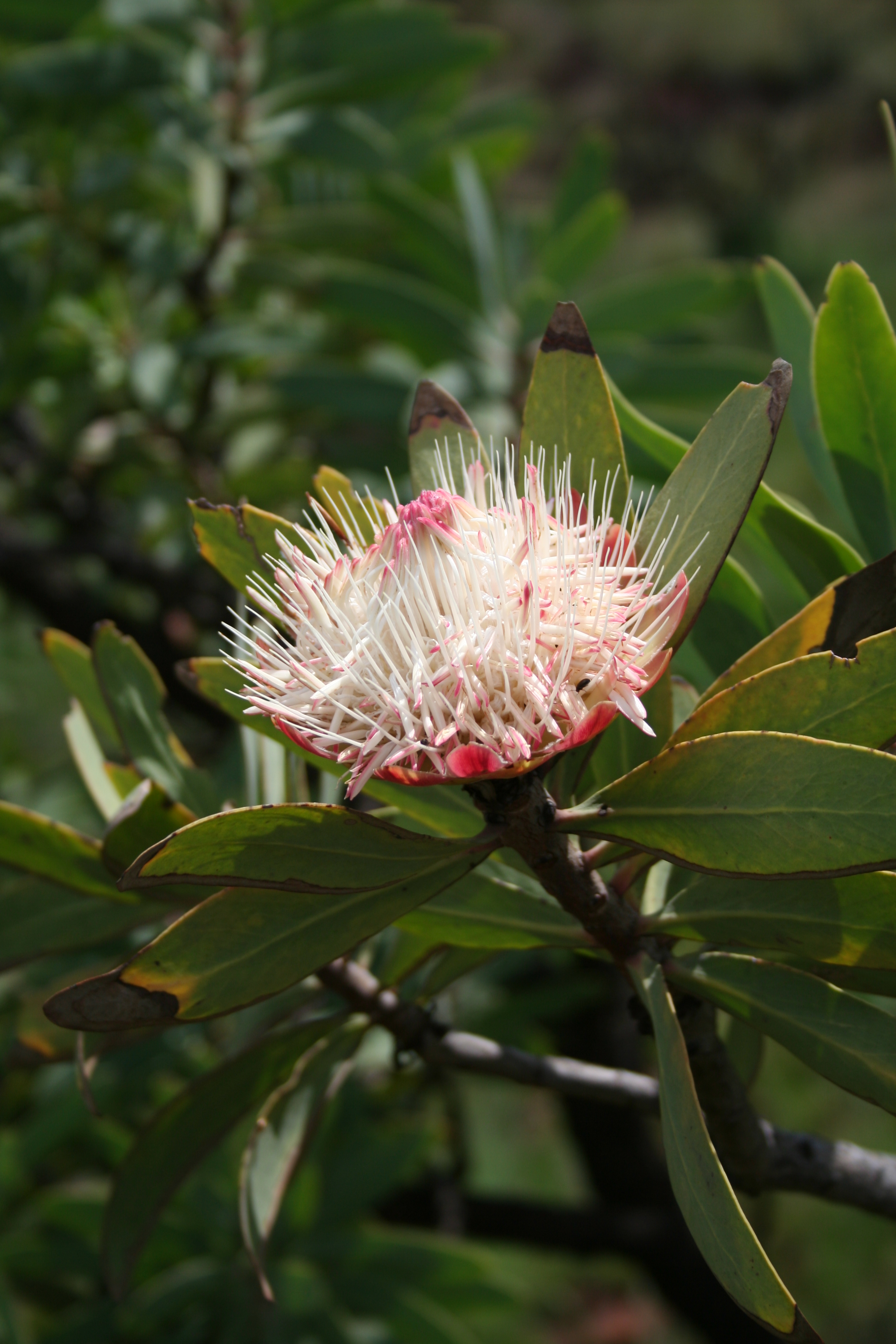
Detalle de la flor

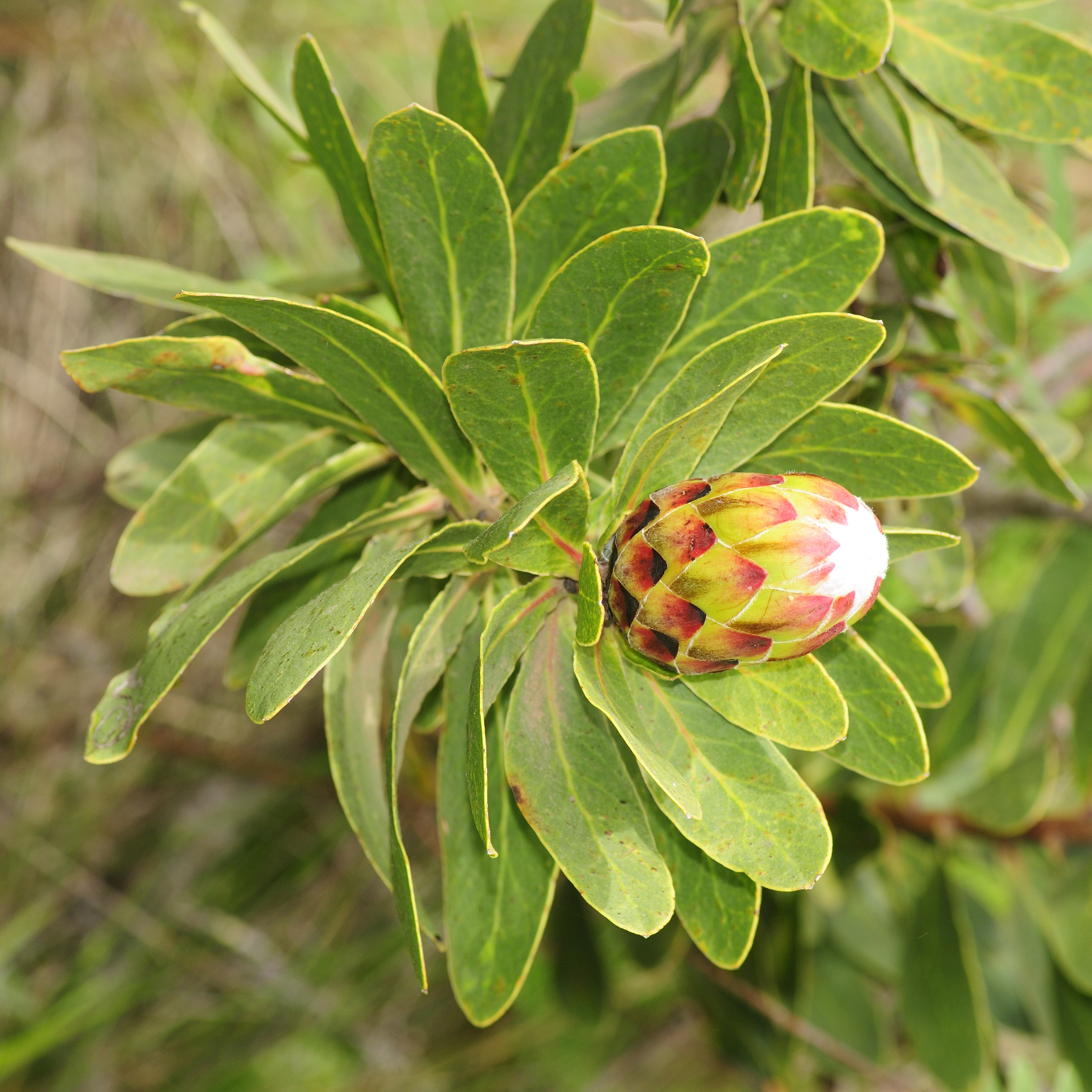
Vista de la planta

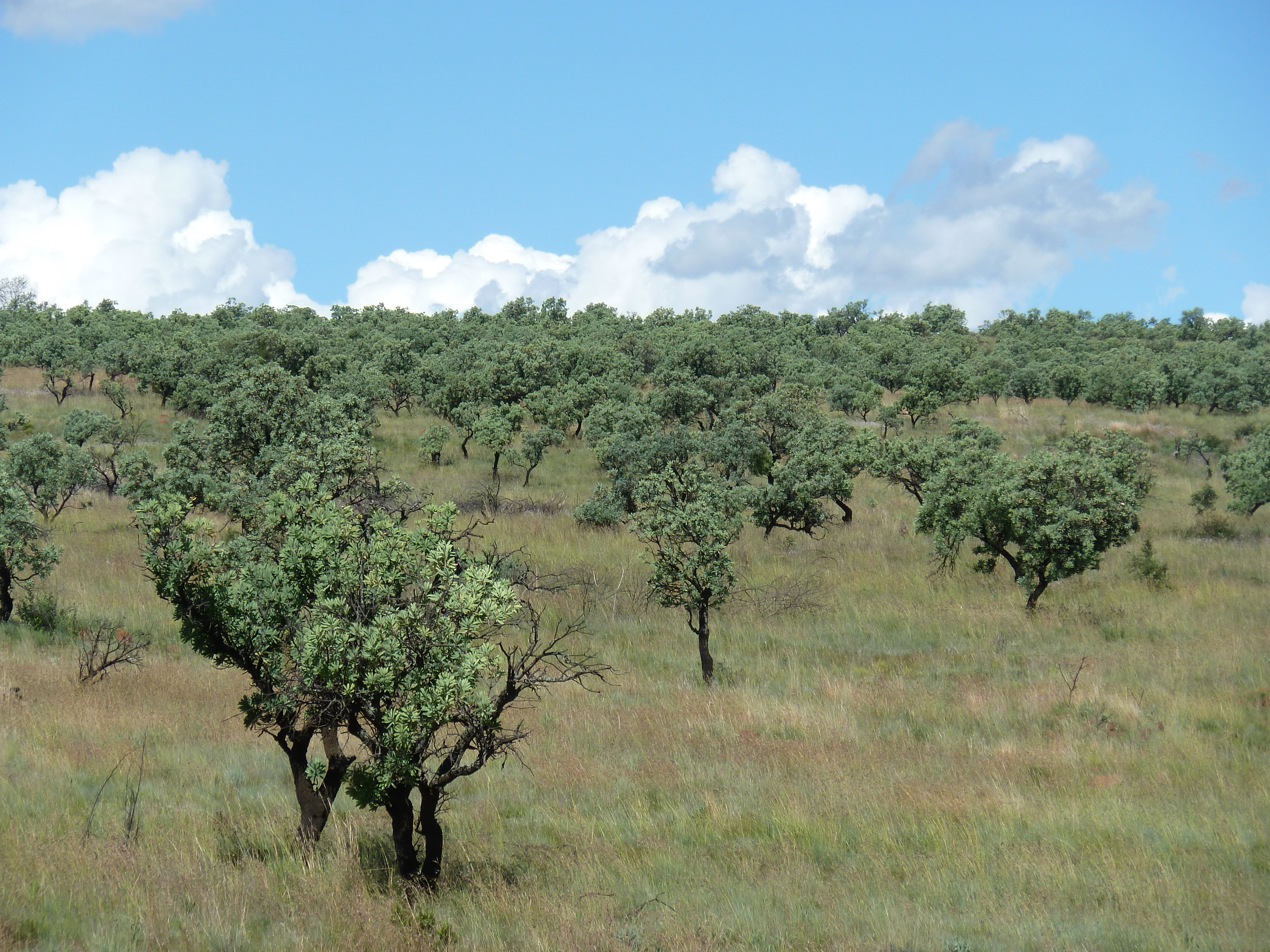
En su hábitat

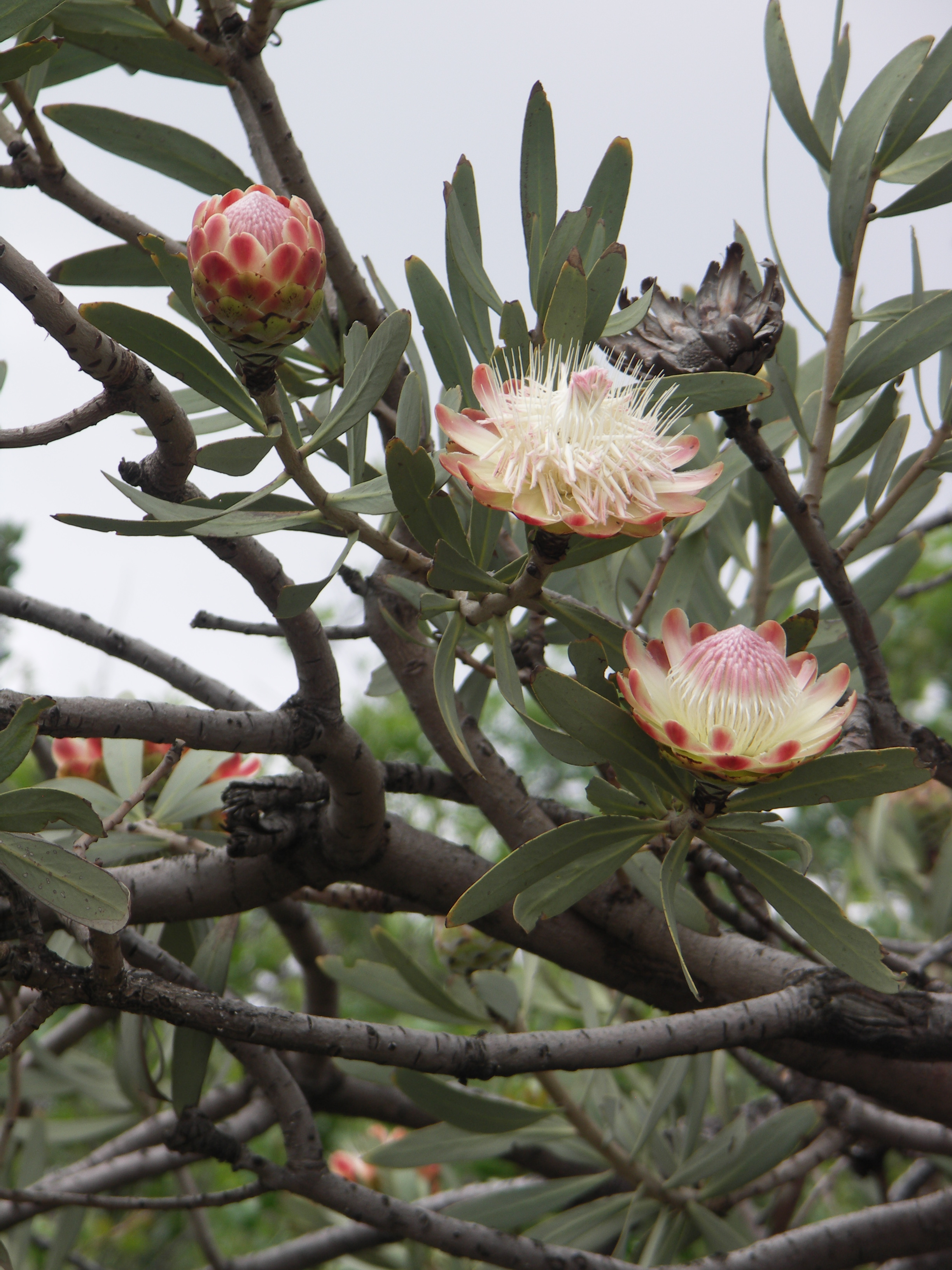
Vista de la `planta con flores

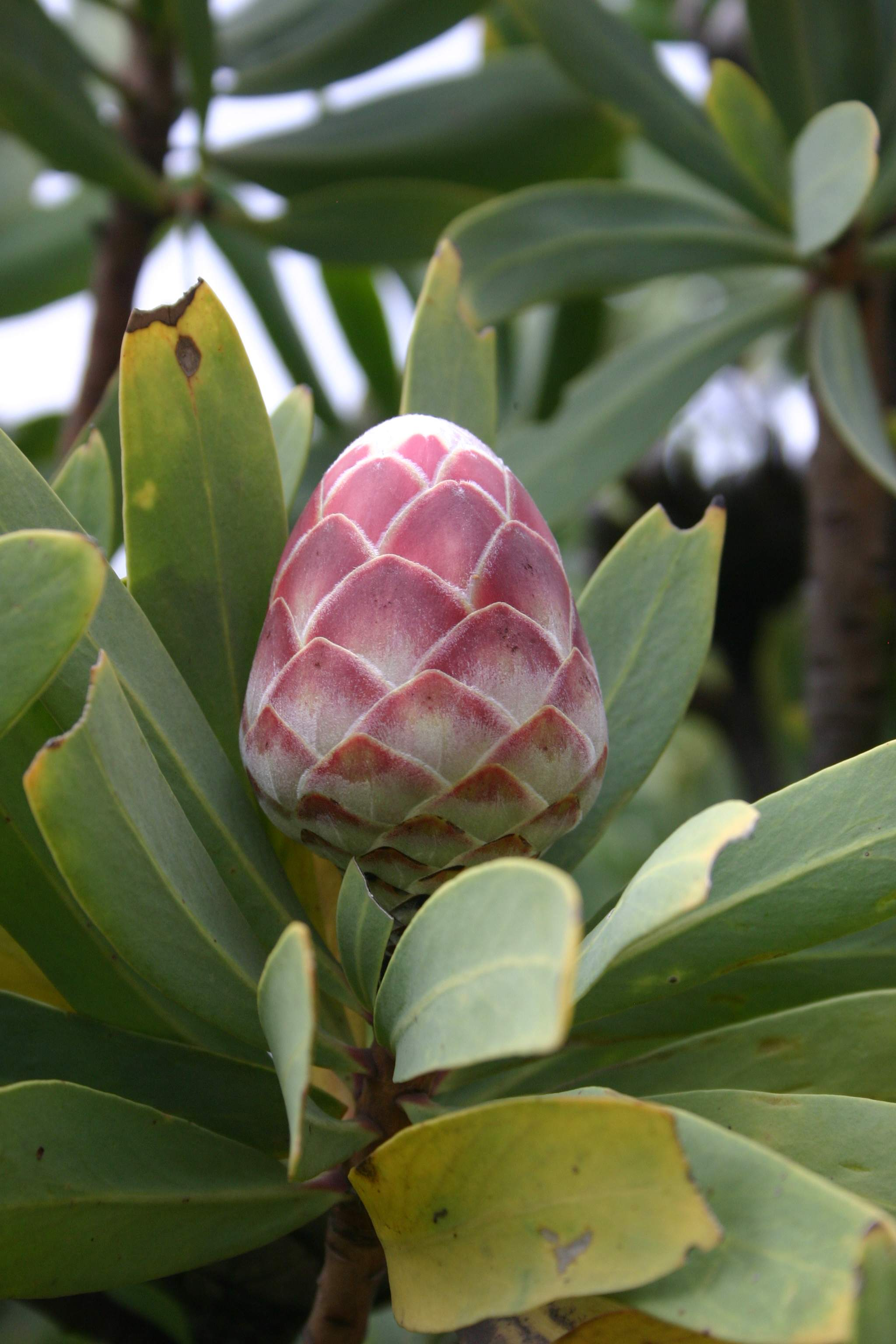
Capullo de flor

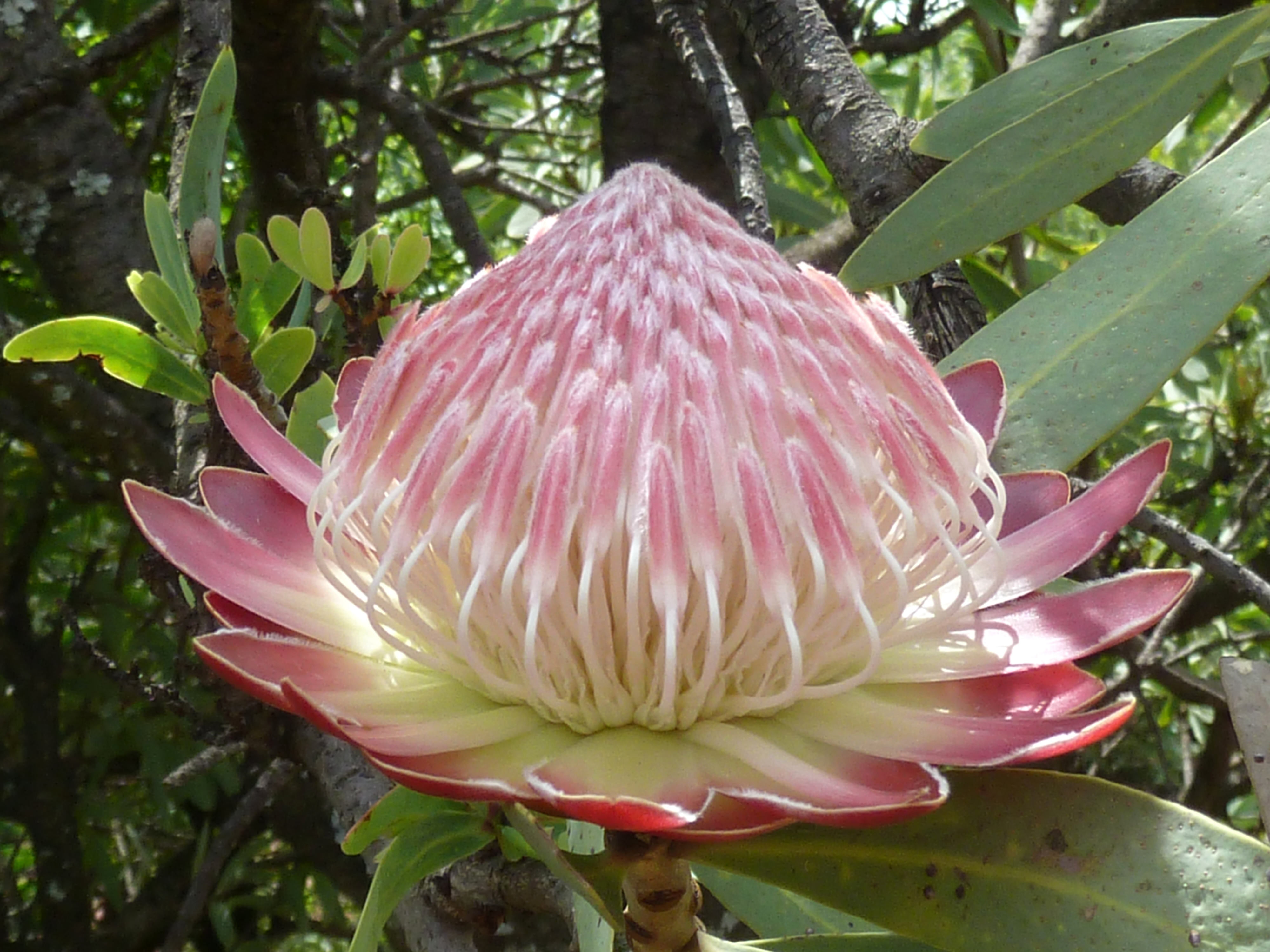
Flor

## Descripción
Arbusto o árbol pequeño recto de 3 - 8m de altura con un tallo definitivo principal de hasta 400 mm de diámetro, la copa es irregular, extendida y redondeada. La corteza es negra a café con grietas en forma de red cuando madura. Las hojas son linear-elípticas a linear falcadas, estrechas a ampliamente elípticas, estrechas a ampliamente invertidas lanceoladas, ocasionalmente falcadas; de 70 - 250mm de longitud, 4 - 45 mm de ancho, puntas redondeadas a acuminadas; lisas, coriáceas a delgadas y parecidas a la consistencia del papel, de verde claro a verde glauco, tienen la tendencia a agruparse en el crecimiento de cada año. Las flores se extienden en el extremo de las ramitas frondosas de 4 - 12mm de diámetro, usualmente solitarias pero hasta 4 cabezas pueden estar agrupadas en la punta; desde globosas a forma de huevo, amplias y superficiales cuando se abren completamente, de 45 - 80mm de diámetro, base ancha convexa a plana, de 20 - 30mm de diámetro. brácteas involucrales en series de 6 - 8; series exteriores anchas ovales a deltoides, de 10 - 20mm de ancho, 5 - 7mm de largo, usualmente con piel sedosa plateada de variable grosor en los extremos distales, tiene placas muy cercanas y densas; las series interiores son elongadas a elongadas espatuladas en general,de 30 - 50mm de largo, 10 - 20mm de ancho, puntas redondeadas a casi acuminadas, ligeramente cóncavas, lisas, variando de color desde el crema pálido al ojo ladrillo; muy variables.

### Hábitat
Protea caffra está ampliamente distribuido a lo largo de las extensiones orientales de Sudáfrica, con un enclave separado muy al norte en el distrito Inyanga de Zimbabue, extendiéndose hasta Mozambique. Prefiere suelos pobres, cuarcíticos, ácidos, pero es no es exigente en áreas domésticas en una amplia variedad de suelos bien drenados y nunca se ha encontrado en suelos dolomíticos alcalinos. Crece desde el nivel del mar hasta los 2100 m, siempre en las laderas del sur donde el terreno es roto y rocoso, o montañosos. Usualmente forma bosques abiertos en los cuales es el único árbol o arbusto; éstos bosques pueden cubrir grandes áreas.
P. caffra es una especie excepcionalmente variable, y parece estar compuesta de un mosaico de razas que exhiben pequeñas diferencias, usualmente en el tamaño, color , textura y forma de las hojas. Donde los inviernos son fríos y secos la planta tiene hojas rígidas, gruesas y verde pálidas, mientras la distribución se mueve hacia el oeste las hojas se haces más grandes, suaves y más flexibles. Las flores son generalmente rojas-rosáceas a carmín con verde en la base, y se producen durante un período claramente definido de 6 - 8 semanas; este período puede empezar tan temprano como octubre en las regiones costeras, y tan tarde como diciembre en las regiones elevadas. Las cabezas florales producen un olor dulce, ligeramente sulfuroso que atrae a los insectos escarabeidos en grandes números. La corteza densa y agrietada provee a los árboles con una gran medida de resistencia al fuego.

## Ecología
Las orugas de las mariposas Capys penningtoni y Capis disjunctus comen de esta planta. Su copioso néctar atrae pájaros e insectos que polinizan sus flores.

### Cultivo
Es muy común en los jardines botánicos. Es un arbusto perenne resistente al frío que sobrevive temperaturas de por lo menos -5 grados Celsius. Las semillas germinan en el verano 22 días después de plantarse, y las plantas jóvenes alcanzan una altura de 10cm en su primer año. Por lo tanto, el crecimiento puede ser variable con detenciones y comienzos. Puede empezar a florecer desde el sexto año, cuando las ramas inferiores pueden ser podadas para estimular los brotes florecientes.

## Taxonomía
Por primera vez descubierta en Natal, Sudáfrica en diciembre/enero de 1839/40 por Ferdinand Krauss, esta protea nunca ha llamada mucho la atención de los horticultores. Se le indujo a florecer en Kew en mayo de 1893, pero falló en despertar un interés posterior en la especie. Su principal pretensión a la fama es que fue ilustrada al reverso de la moneda de tres peniques - o 'tickey' – por casi 30 años. La corteza puede ser usada medicinalmente.
Protea caffra fue descrito por Carl Meissner y publicado en Prodromus Systematis Naturalis Regni Vegetabilis 14: 237. 1856.
Etimología
Protea: nombre genérico que fue creado en 1735 por Carlos Linneo en honor al dios de la mitología griega Proteo que podía cambiar de forma a voluntad, dado que las proteas tienen muchas formas diferentes. 
El epíteto específico caffra se deriva de 'Caffraria', el nombre geográfico del siglo XVII para las regiones nororientales de Sudáfrica, a su vez una latinización del árabe islámico 'Kafir' - infiel.
Sinonimia
| - Scolymocephalus caffer - Protea rhodantha - Protea bolusii - Protea multibracteata | - Protea pegleriae - Protea bauerii - Protea natalensis - Protea stipitata |